# Дербеневский химический завод
Дербеневский химический завод — бывший химический завод в Москве. Изготовлял азокрасители 120 наименований.

## Историческое местоположение
Дербеневский химический завод находился по адресу: Дербеневская улица, дом 20.

## История
Дербеневский химический завод создан в 1878 году в качестве химической мастерской. В 1896 году из мастерской, немецкой компанией «Фарбениндустри» (позднее концерн «Хехст») из Франкфурта-на Майне, была основана фабрика, специализирующаяся на изготовлении красителей. Позже, завод входил в единую промышленную зону с ситценабивной фабрикой «Цинделя» в районе «Дербеневской набережной» в городе Москва.
Завод получал из Германии ализарин и полупродукты, которые в итоге перерабатывались.
В 1912 году пролетариат производства поднял забастовку в знак протеста из-за Ленского расстрела. В 1917 году рабочие с завода присоединились к красногвардейским отрядам, они охраняли периметр района, принимали участие в октябрьской революции.
С 1918 года согласно Декрету о национализации промышленности  общество «Фарбверке» было переименовано в Дербеневский химический завод, в 1930-х переименовано в  “Дербеневский химический завод имени Сталина” . В 1920-х команда во главе академиков Владимира Родионова и М. А. Ильинского создала рецепты для изготовления азокрасителей и полупродуктов. Позже завод был отремонтирован, для него было поставлено новое оборудование.
В 1937 году на заводе прошли массовые репрессии. Согласно разнарядке парткома завода, весь иностранный менеджмент, оставшийся работать после революции, был арестован. Несколько рабочих получили отдельные сроки. Позже все были реабилитированы.
В 1941 году часть завода эвакуировали из-за Великой Отечественной войны. Завод переквалифицировался на изготовление оборонной продукции. 500 сотрудников ушли на фронт, из них 120 погибло, в их память на заводе установлена мемориальная табличка. После войны на заводе улучшались технологии производства, совершенствовали оборудование, выпускали новые красители. В 1979 году среди сотрудников было: 600 ударников, 23 бригады коммунистического труда, 88 представленных к наградам. К 1980 году материалы завода экспортировались в 20 стран.
В 1993 году завод переформирован в АО «Колорос». В 2003 году «Колорос» закрыт.

### Химическое оружие
В 1915 году на заводе начали синтезировать фенол, его выпуск составлял 6000 пудов в месяц. Фенол используется для создания взрывчатых веществ. В 1930-е начат выпуск мышьяковых боевых отравляющих веществ: люизита, дифенилхлорарсина и дифенил-цианарсина. В 1933 году производительность дифенилхлорарсина составляла 1200 тонн в год. 1 января 1936 года производительность стала 1220 тонн в год, но по факту к 1936 году выпуск составил 135 тонн дифенилхлорарсина.
Дербеневский химический завод находился в центре Москвы, около спальных районов, и имел дело с химическим оружием. В 1965 году по указанию Мосгорисполкома завод перенесён из Москвы. Процесс транспортировки был разделён на несколько этапов. Во-первых, опытно-экспериментальный цех № 4 закрыт. В 1988 году закончилось изготовление бензидина и оборудование из цеха № 2 разобрано. В 1992 году цех № 1 синтеза красителей закрыт.

## Награды
В 1978 году завод получил орден Трудового Красного Знамени.